# Eudiplister muelleri
Eudiplister muelleri är en skalbaggsart som beskrevs av Kryzhanovskij och Reichardt 1976. Eudiplister muelleri ingår i släktet Eudiplister och familjen stumpbaggar. Inga underarter finns listade i Catalogue of Life.